# Robert Altman
Robert Bernard Altman (Kansas City, 20 februari 1925 – Los Angeles, 20 november 2006) was een Amerikaanse filmregisseur die bekendstond om zijn bijzondere films die naturalistisch zijn met een origineel perspectief.

## Kenmerken van zijn films
Als regisseur gaf Altman de voorkeur aan verhalen die de intermenselijke relaties tonen. Hij verklaarde dat hij meer geïnteresseerd is in personages dan in ingewikkelde verhaallijnen. Als dusdanig neigde hij ernaar om slechts een basisplot voor de film te schetsen. Hij verwees naar het scenario als "blauwdruk" voor de actie en stond zijn acteurs toe om dialogen te improviseren.
Altman geloofde niet dat de toeschouwer zijn film na één keer kijken gezien kon hebben. Altman zei hierover: "Pas nadat je mijn films gezien hebt en weet wat het verhaal is en wat er gaat komen, pas dan worden ze interessant. Bij een tweede keer kijken hoef je je ook geen zorgen meer te maken over de plot maar kan je je bezighouden met de personages en wat hun onderlinge relaties zijn." Wat Altman vreemd vond is dat mensen net zo vaak en zo lang kunnen kijken naar een schilderij als ze zelf willen en dat ze altijd nieuwe dingen ontdekken maar dat dezelfde mensen een compleet andere houding hebben ten opzichte van film.
Ook typisch aan Altmans films is dat de personages soms zo fel door elkaar praten dat ze moeilijk verstaanbaar zijn of dat de toeschouwer maar een deel van de informatie kan opvangen. Altman deed zijn best niet om alle info duidelijk over te brengen omdat in het echte leven ook vaak niet alles verstaanbaar is.
Tevens probeerde hij kinderen van zijn films weg te houden - hij geloofde niet dat kinderen het geduld hebben die zijn films vereisen. Een dusdanige instelling leverde soms conflicten met filmstudio's op, die juist kinderen in het publiek willen.
Altman overleed op 81-jarige leeftijd in een ziekenhuis in Los Angeles aan de gevolgen van leukemie. Zijn vrouw Kathryn Reed Altman, ex-showgirl, overleed in 2016 op 91-jarige leeftijd.

## Filmografie
- 1957: The Delinquents
- 1957: The James Dean Story
- 1968: Countdown
- 1969: That Cold Day in the Park
- 1970: M*A*S*H
- 1970: Brewster McCloud
- 1971: McCabe & Mrs. Miller
- 1972: Images
- 1973: The Long Goodbye
- 1974: Thieves Like Us
- 1974: California Split
- 1975: Nashville
- 1976: Buffalo Bill and the Indians
- 1977: 3 Women
- 1978: A Wedding
- 1979: Quintet
- 1979: A Perfect Couple
- 1980: Health
- 1980: Popeye
- 1982: Come Back to the Five and Dime, Jimmy Dean, Jimmy Dean
- 1983: Streamers
- 1983: Secret Honor
- 1985: O.C. and Stiggs
- 1985: Fool for Love
- 1987: Beyond Therapy
- 1990: Vincent & Theo
- 1992: The Player
- 1993: Short Cuts
- 1994: Prêt-à-Porter
- 1996: Kansas City
- 1998: The Gingerbread Man
- 1999: Cookie's Fortune
- 2000: Dr. T & the Women
- 2001: Gosford Park
- 2003: The Company
- 2006: A Prairie Home Companion